# Molophilus (Molophilus) murudanus
Molophilus (Molophilus) murudanus is een tweevleugelige uit de familie steltmuggen (Limoniidae). De soort komt voor in het Oriëntaals gebied.